# Gabriel-Venance Rey
Pour les articles homonymes, voir Rey.
Gabriel Venance Rey, né le 24 juillet 1763 à Millau (Aveyron), mort le 20 avril 1836 à Bourg-lès-Valence (Drôme), est un général français de la Révolution et de l’Empire.

## États de service
Il entre en service le 3 juin 1783, au régiment Royal cavalerie, il passe brigadier le 26 novembre 1789, et adjudant-major au 5e bataillon de volontaires du Calvados le 1er novembre 1792.
Le 13 mai 1793 il devient adjudant-général provisoire et le 17 juillet 1793, il est nommé général en chef de l’armée réunie à Chinon, par arrêté du représentant du peuple Philippeaux. Il est confirmé dans le grade de général de division le 30 juillet 1793, à l’armée des côtes de La Rochelle. Le 30 septembre suivant il est suspendu de ses fonctions, et il est réintégré à l’armée des côtes de Brest le 6 septembre 1794.
Le 1er janvier 1796 il est envoyé à l’armée d’Italie, et le 30 septembre il commande Coni. Le 24 novembre il passe dans la division du général Chabot lors du siège de Mantoue, et le 1er janvier 1797 il commande la réserve de l’armée d’Italie. Le 27 mai 1797 il prend le commandement d’Ancône, et le 5 août celui de la 3e division de cavalerie. En mars 1798 il est affecté à l’armée de Rome, commandant la cavalerie de l’armée le 25 novembre, puis le 23 janvier 1799 il occupe la même fonction dans l’armée de Naples. 
Le 10 juillet 1799 il commande la 12e division militaire à La Rochelle, puis la 16e division à Caen le 23 du même mois. Le 18 novembre 1799 il commande une division de l’armée d’Angleterre, et le 24 avril 1800 il est chargé de l’organisation de la légion Italienne. Le 15 juillet 1800 il commande la division d’avant-garde dans la 2e armée de réserve, puis la 1re division de la même armée, avant de passer à la réserve de l’armée des Grisons en novembre 1800. Il est mis en non activité le 23 novembre 1801, et il est admis à la retraite le 27 août 1803. 
Nommé consul aux États–Unis, il est rappelé en France en 1808, pour avoir eu des relations avec le général Moreau alors exilé en Amérique.
Lors de la première restauration, il est rappelé à l’activité le 12 mai 1814, et il est fait commandeur de la Légion d’honneur le 26 août 1814. Le 12 octobre 1814, il commande le département de la Haute-Loire, et le 25 mars 1815 il prend la tête de la Garde nationale des départements de l’Ardèche, de la Lozère et de la Haute-Loire.
Il n'a aucune activité pendant les Cent-Jours, et le 24 janvier 1816, il prend le commandement de la 19e division militaire, puis celui de la 21e division militaire. Il est créé baron par décret en date du 18 juin 1817, et lettres patentes du 11 janvier 1823. chevalier de Saint-Louis le 20 octobre 1824, il est admis à la retraite le 12 novembre 1826. Il reprend du service le 8 août 1830, comme inspecteur extraordinaire dans le 1er arrondissement, et il est mis définitivement à la retraite le 11 juin 1832.
Il meurt le 20 avril 1836, à Bourg-lès-Valence.

## Sources
- (en) « Generals Who Served in the French Army during the Period 1789 - 1814: Eberle to Exelmans »
- Thierry Pouliquen, « Les généraux français et étrangers ayant servis [sic] dans la Grande Armée » (consulté le 14 novembre 2014)
- Étienne Charavay, Correspondance général de Carnot, tome 3, imprimerie Nationale, 1897, p. 206.
- « Cote LH/2308/14 », base Léonore, ministère français de la Culture
- Arthur Chuquet, Ordres et apostilles de Napoléon (1799-1815), paris, librairie ancienne Honoré Champion, 1911, p. 13 et 78
- Charles Théodore Beauvais et Vincent Parisot, Victoires, conquêtes, revers et guerres civiles des Français, depuis les Gaulois jusqu’en 1792, tome 26, C.L.F Panckoucke, janvier 1822, 414 p. (lire en ligne), p. 163.
- (pl) « Napoléon.org.pl »
- Georges Six, Dictionnaire biographique des généraux & amiraux français de la Révolution et de l'Empire (1792-1814), Paris : Librairie G. Saffroy, 1934, 2 vol., p. 360-361